# Tsim Sha Tsui
Tsim Sha Tsui (chinois : 尖沙咀/尖沙嘴 ; pinyin : Jiānshāzǔi ; cantonais Jyutping : Zim1 saa1 zeoi2), souvent abrégé TST, est un espace urbain localisé dans le sud de Kowloon, à Hong Kong. Cet espace fait administrativement partie du district Yau Tsim Mong. C'est un centre touristique majeur à Hong Kong, avec de nombreux magasins et restaurants haut de gamme qui accueillent les touristes. De nombreux musées de Hong Kong sont situés dans le quartier.
Géographiquement, Tsim Sha Tsui est un cap à la pointe de la péninsule de Kowloon pointant vers le port de Victoria, en face du distrit Central, le nom en chinois signifiant ainsi sablier tranchant. Plusieurs villages avaient été établis à cet endroit avant que Kowloon ne soit cédé à l'Empire britannique en 1860. Il était également connu sous le nom de Heung Po Tau (香埗頭), c'est-à-dire un port pour l'exportation de l'arbre à encens. Sur les cartes historiques des dynasties Ming et Qing, le canal entre Tsim Sha Tsui et Central est nommé Chung Mun (Pinyin : Zhong Men, 中門, lit. la porte du milieu) car il est situé au milieu des deux autres canaux, Kap Shui Mun à l'ouest et Lei Yue Mun à l'est, dans le port. Tsim Sha Tsui Est est un morceau de terre récupéré de la baie Hung Hom.

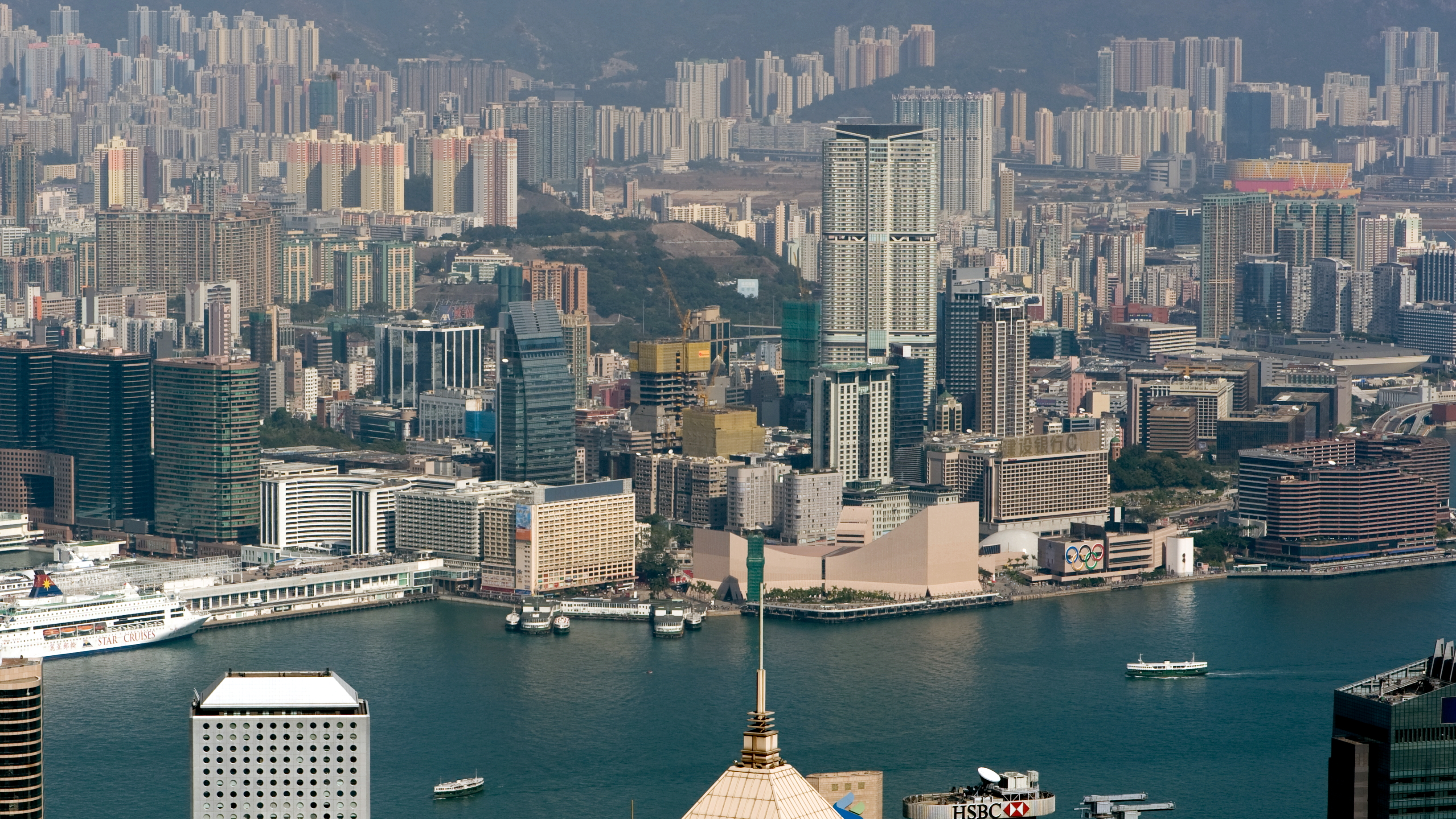
Tsim Sha Tsui, vue depuis l'Île de Hong Kong.